# Partido judicial de Valencia de Alcántara
El partido judicial de Valencia de Alcántara  es el partido judicial n.º 6 de la provincia de Cáceres uno de los siete partidos judiciales de dicha provincia en la comunidad autónoma  de Extremadura (España). Originalmente fue constituido a principios del siglo XIX con 10 municipios.

## Historia

Cruz de la Orden de Alcántara

La villa de San Vicente de Alcántara contaba con un reducido término, este fue incrementado con posterioridad en el año 1836 con las encomiendas de Piedrabuena y Mayorga, cuando San Vicente fue desligada del partido judicial de Valencia de Alcántara e incorporada al partido de Alburquerque en la provincia de Badajoz.

## Geografía
Está situado al suroeste de la provincia. Linda al norte con el río Tajo que es frontera con Portugal; al sur con la provincia de Badajoz; al este con los partidos de Alcántara y de Cáceres ; y al oeste con Portugal.
El ámbito territorial, que viene regulado por el Real Decreto 529/1983, de 9 de marzo, comprende los municipios de:
- Carbajo
- Cedillo
- Herrera de Alcántara
- Herreruela
- Membrío
- Salorino
- Santiago de Alcántara
- Valencia de Alcántara